# Miconia glabrata
Miconia glabrata är en tvåhjärtbladig växtart som beskrevs av Célestin Alfred Cogniaux. Miconia glabrata ingår i släktet Miconia och familjen Melastomataceae. Inga underarter finns listade i Catalogue of Life.